# Wendland

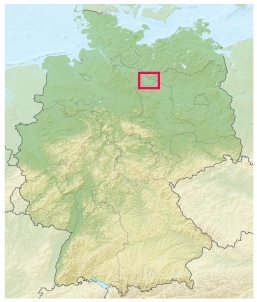
Wendland na mapě Německa

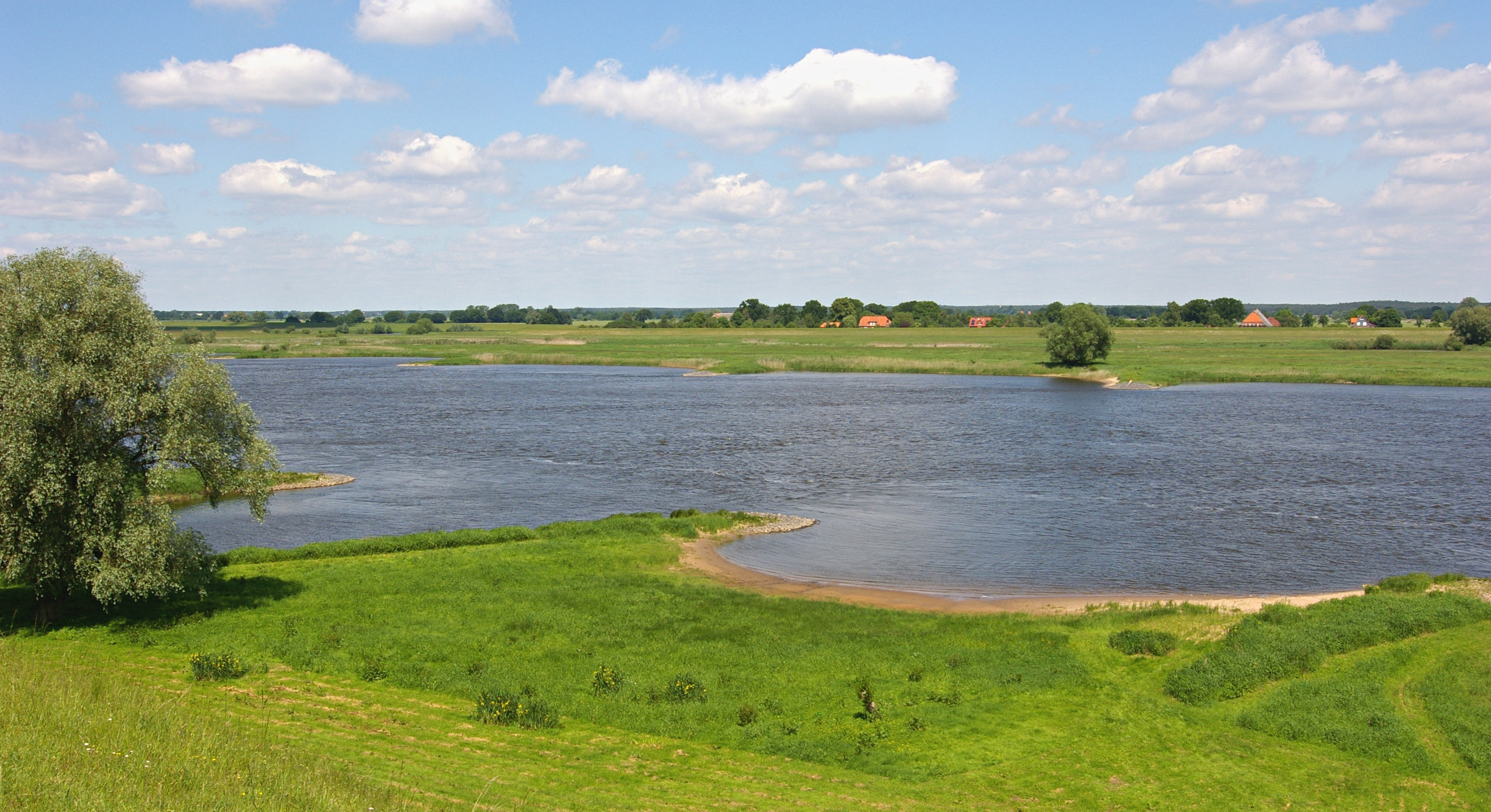
Krajina ve Wendlandu

Wendland je historický region v severním Německu na dolním toku Labe. Zaujímá převážně zemský okres Lüchow-Dannenberg v nejvýchodnější části spolkové země Dolní Sasko, zasahuje také do Meklenburska-Předního Pomořanska, Braniborska a Saska-Anhaltska.
Je pojmenován podle výrazu Wenden, kterým byli v němčině označováni Polabští Slované. Vzhledem k odlehlosti kraje se zde slovanské osídlení udrželo až do 17. století, poslední známá osoba, která hovořila polabštinou, zemřela roku 1756. Dosud se v tomto kraji uchovává původní folklór, řada památkově chráněných vesnic má charakter slovanských okrouhlic. Podle kmene Drevanů je pojmenována pahorkatina Drawehn, dosahující maximální výšky 142 m n. m. Většinu Wendlandu tvoří rovina vyhlazená pevninským ledovcem, s písčitými a podzolovými půdami pokrytými borovým lesem, do jeho západní části zasahuje Lüneburské vřesoviště. Nachází se zde přírodní park Elbhöhen-Wendland.
V době studené války probíhala napříč Wendlandem železná opona. U obce Gorleben bylo zřízeno úložiště vyhořelého jaderného odpadu, které vzbuzuje protesty místních obyvatel, v roce 1980 zde jako projev nesouhlasu s politikou spolkové vlády byla nakrátko symbolicky vyhlášena Republika Svobodný Wendland.